# Положій Георгій Миколайович
Поло́жій Георгій Миколайович  (23 квітня 1914, 37 роз'їзд Забайкальської залізниці — 26 вересня 1968, Київ) — радянський математик, член-кореспондент АН УРСР, доктор фізико-математичних наук (1953), завідувач кафедри обчислювальної математики факультету кібернетики Київського університету (1958).

## Життєпис
Народився 23 квітня 1914 року на 37-му роз'їзді Забайкальської залізниці. 1933 року закінчив середню школу у селищі Верхньому Баскунчаці Астраханської області, а згодом вступив до фізико-математичного факультету Саратовського університету. З 1938 року працював на кафедрі математичного аналізу.
Брав участь у радянсько-фінській війні. Під час німецько-радянської війни в одному з жорстоких боїв під Нелідово (тоді Калінінська область РРФСР) командир стрілецького взводу отримав важке поранення. Перенісши сім операцій, він повернувся до Саратовського університету, де займався науковою і педагогічною роботою. 1946 року захистив кандидатську дисертацію «Інтегральні зображення неперервно диференційовних функцій комплексної змінної».
В 1949 році почав працював у Київському університеті, спочатку доцентом кафедри математичної фізики, а з 1951 по 1958 рік — її завідувачем. 1953 року захистив докторську дисертацію на тему «Про деякі методи теорії функцій в механіці суцільного середовища». 1958 року Георгія Положія обрано завідувачем кафедри обчислювальної математики.

Могила Георгія Положія

Помер 26 вересня 1968 року, менше року не доживши до втілення своєї мрії про створення окремого факультету з обчислювальної математики і кібернетики. Похований у Києві на Байковому кладовищі.